# Hardcastle i McCormick
Hardcastle i McCormick (ang. Hardcastle and McCormick, 1983–1986) – amerykański serial sensacyjny stworzony przez Stephena J. Cannella i Patricka Hasburgha. Wyprodukowany przez Stephen J. Cannell Productions.

## Emisja
Jego światowa premiera odbyła się 18 września 1983 r. na kanale ABC. Emisja zakończyła się 5 maja 1986 r. W Polsce serial nadawany był dawniej w telewizji TVN oraz w TVP2

## Obsada
- Brian Keith jako sędzia Milton C. „Hardcase” Hardcastle (wszystkie 67 odcinków)[1]
- Daniel Hugh Kelly jako Mark „Skid” McCormick (67 odcinków)
- Mary Jackson jako Sarah Wicks (1983: 6 odcinków)
- John Hancock jako ppor. Michael Delaney (1984-1985: 7 odcinków)
- Joe Santos jako ppor. Frank Harper (1985-1986: 10 odcinków)
- Ed Bernard jako ppor. Bill Giles (5 odcinków)
- Michael Swan jako Joey Morgan (3 odcinki)
- Daphne Reid jako Tawnia Grey (3 odcinki)
- Wyatt Johnson jako oficer policji (3 odcinki)
- Gerry Gibson jako adwokat Flipa (3 odcinki)
- Rick Fitts jako Madison, dep. policji Los Angeles (3 odcinki)
- Jonathan Banks jako Bill Rogers (3 odcinki)
- Beau Starr jako George Morgan (3 odcinki)
- Faye Grant jako Barbara Johnson (2 odcinki)
- Steve Lawrence jako Sonny Daye (2 odcinki)
- Marilyn Jones jako Cheryl Dirksen (2 odcinki)
- Stephen Elliott jako Bill „Punky” Paxton (2 odcinki)
- Molly Cheek jako Cyndy Wenzek (2 odcinki)
- Victoria Young jako Rose Carlucci (2 odcinki)
- Lance Henriksen jako Josh Fulton (2 odcinki)
- John Saxon jako Martin Cody (2 odcinki)
- Michael Callan jako Frank Kelly (2 odcinki)
- Steve Levitt jako Peter Trigg (2 odcinki)
- Cameron Mitchell jako burmistrz Tom „Stinky” Broadmore (2 odcinki)
- Arthur Burghardt jako ppor. Stanton (2 odcinki)
- Ed Lauter jako Rick Vetromile (2 odcinki)
- John Carter jako Paul Danton (2 odcinki)
- Mitchell Ryan jako szeryf „Stretch” Carter (2 odcinki)